# Paul Ahyi
Paul Ahyi (15 de enero de 1930 – 4 de enero de 2010) fue un artista, escultor, arquitecto, pintor, diseñador de interiores y escritor togolés. Ahyi está acreditado como el autor de la bandera de Togo.
Ahyi era conocido por sus obras de arte al aire libre, relieves y esculturas, incluyendo su participación en el Monumento de la Independencia de Lomé, que conmemora la independencia togolesa de Francia. Otras esculturas al aire libre y estatuas de Ahyi pueden encontrarse en edificios y parques a lo largo de Togo, así como en la Ciudad del Vaticano, Senegal, Benín, Costa de Marfil, Nigeria y Corea del Sur.
Él también creó sus piezas usando una amplia gama de medios, incluyendo joyería, cerámica, alfarería y tapicería. Fue también diseñador de interiores creando objetos para el hogar y piezas artísticas.

## Biografía
Paul Ahyi nació de padres togoleses el 15 de enero de 1930, en Abomey, Dahomey Francés. Ahyi asistió a la escuela en Dakar, Senegal, de 1949 a 1952. Se trasladó a Francia, donde se matriculó en la Escuela de Bellas Artes de Lyon comenzando en 1952. Se graduó en la Escuela de Bellas Artes de París en 1959 y regresó a Togo, que se llamaba Togo Francés antes de la independencia.
Recibió el encargo de diseñar la bandera de la nueva nación de Togo, que había obtenido la independencia de Francia el 27 de abril de 1960. Su diseño final, fue presentado en 1960, y es usado actualmente por el país. Ayhi usó los colores panafricanos, rojo, amarillo y verde en su bandera, que fue modelada a partir de la bandera de Liberia con rayas horizontales. El rojo simboliza la sangre derramada en la lucha por la independencia. El amarillo de la bandera simboliza el suelo, mientras que el verde simboliza los bosques y la agricultura de Togo. Ahyi incluyó una estrella blanca , parecida a la de la bandera de Liberia, representando la luz, inteligencia y paz. también contribuyó en otro importante símbolo nacional togolés, el Monumento de la Independencia que fue construido en el centro de Lomé.
Relieves y esculturas de Ahyi han sido instaladas y exhibidas en las Naciones Unidas en Nueva York, así como en Canadá, Corea del Sur, África Occidental, Italia, Japón, y París, Francia. Fue profesor de arte y arquitectura a lo largo de África durante su carrera.
Es autor de algunos libros, dedicados al arte y a su Togo natal, incluyendo "Togo, mon cœur saigne" y "La réflexion sur l’art et la culture".

### Premios
Ahyi recibió numerosos premios, honores y reconocimientos a lo largo de su carrera . En 1961, le fue otorgado laMédaille d’Or des Métiers d’Arts en París. Ahyi fue nombrado Oficial de la Ordre du Mono en Togo en 1970. Fue nombrado Comandante de la Ordre des Palmes Académiques en 1985 y oficial de la Ordre des Arts et des Lettres, también en 1985.
Ahyi fue designado Artista para la Paz de la UNESCO en una ceremonia celebrada en París el 10 de septiembre de 2009. El ex Director-General de la UNESCO Koichiro Matsuura honró a Ahyi fpor su "contribución a la promoción de los ideales de la UNESCO mediante su actividad artística." La soprano coreana Sumi Jo, el músico de Camerún Manu Dibango, el Philippine Madrigal Singers y el músico brasileño Gilberto Gil fueron nombrados Artistas para la Paz de la UNESCO al mismo tiempo que Ahyi.

### Fallecimiento
Paul Ahyi murió el domingo, 4 de enero de 2010, en Lomé, a la edad de 79 años. Irina Bokova, la directora-general de la UNESCO, dijo con ocasión de la muerte de Ahyi que es , "una gran pérdida para Togo y África y también para la UNESCO, que lo había nombrado como uno de sus defensores de la paz y la cohesión social."